# Solsbury Hill

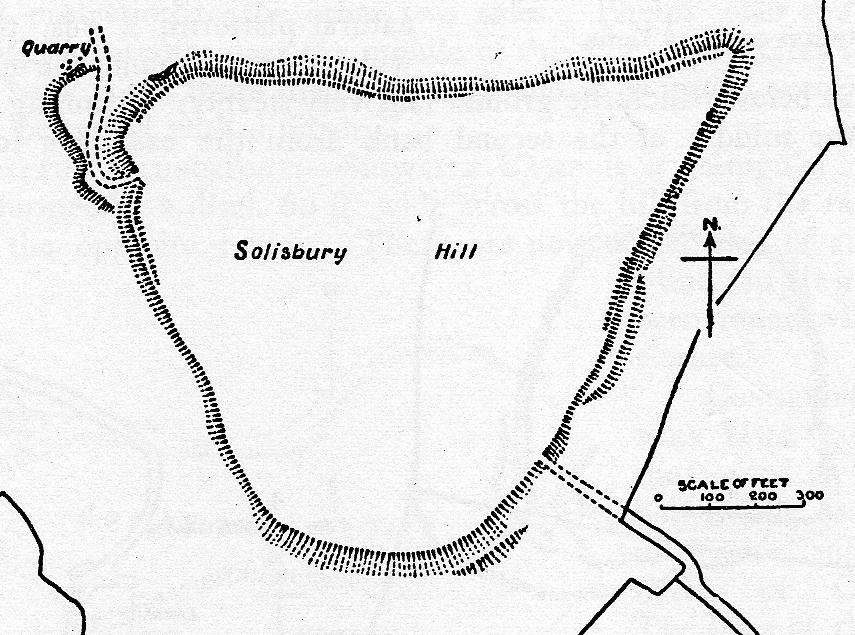
Planta triangular de Solsbury Hill.

Erróneamente conocida como Salsbury Hill, es una famosa colina con una cima llana, situada junto al pueblo de Batheaston, en el condado inglés de Somerset.
El cerro se eleva 188 metros sobre el río Avon, situado a dos kilómetros al sur. A través de un sendero se llega a la cima, desde la cual hay muy buena vista, especialmente sobre la ciudad de Bath.
La colina fue inmortalizada por Peter Gabriel en su canción «Solsbury Hill».

## Historia
La colina fue un castro de la Edad del Hierro, habitado entre los años 300 y 100 a. de C., que comprendía un área triangular. El muro consistía en dos paredes de piedra paralelas, sin mortero entre las piedras pero muy sólidamente construidos; luego, su interior se rellenó con escombros, constituyendo así un único muro de seis metros de ancho por cuatro de alto. Con el paso del tiempo, la cima de la colina se fue desparramando sobre el muro, y numerosas chozas se instalaron sobre la cima; más adelante, algunas chozas fueron quemadas, y el muro se fue derrumbando hasta que el lugar se abandonó definitivamente. Esta situación fue tal vez provocada por las invasiones belgas sobre Gran Bretaña, a principios del siglo I a. C.
La colina está junto a la calzada romana de Fosse Way, que desciende hacia Batheaston, de camino a Aquae Sulis (Bath).
Solsbury Hill se baraja como posible lugar de la batalla del Monte Badon, entre los Bretones —al mando del rey Arturo— y los sajones.
- Datos: Q548780
- Multimedia: Solsbury Hill / Q548780